# Монетт (Арканзас)
Монетт (англ. Monette) — місто (англ. city) в США, в окрузі Крейггед штату Арканзас. Населення — 1506 осіб (2020).

## Географія
Монетт розташований за координатами 35°53′36″ пн. ш. 90°20′35″ зх. д. / 35.89333° пн. ш. 90.34306° зх. д. (35.893433, -90.343106).  За даними Бюро перепису населення США в 2010 році місто мало площу 16,33 км², з яких 16,30 км² — суходіл та 0,03 км² — водойми. В 2017 році площа становила 14,53 км², з яких 14,51 км² — суходіл та 0,02 км² — водойми.

## Демографія
Згідно з переписом 2010 року, у місті мешкала 1501 особа в 633 домогосподарствах у складі 380 родин. Густота населення становила 92 особи/км².  Було 697 помешкань (43/км²). 
Расовий склад населення:
| - 95,3 % — білих - 0,3 % — корінних американців - 0,2 % — чорних або афроамериканців - 3,4 % — осіб інших рас |

До двох чи більше рас належало 0,8 %. Іспаномовні складали 5,7 % від усіх жителів.
За віковим діапазоном населення розподілялося таким чином: 21,5 % — особи молодші 18 років, 56,2 % — особи у віці 18—64 років, 22,3 % — особи у віці 65 років та старші. Медіана віку мешканця становила 42,8 року. На 100 осіб жіночої статі у місті припадало 86,2 чоловіків;  на 100 жінок у віці від 18 років та старших — 82,5 чоловіків також старших 18 років.
Середній дохід на одне домашнє господарство  становив 65 888 доларів США (медіана — 49 732), а середній дохід на одну сім'ю — 80 526 доларів (медіана — 61 563). Медіана доходів становила 46 618 доларів для чоловіків та 26 382 долари для жінок. За межею бідності перебувало 11,1 % осіб, у тому числі 23,6 % дітей у віці до 18 років та 12,6 % осіб у віці 65 років та старших.
Цивільне працевлаштоване населення становило 666 осіб. Основні галузі зайнятості: освіта, охорона здоров'я та соціальна допомога — 25,8 %, виробництво — 21,0 %, сільське господарство, лісництво, риболовля — 9,6 %, науковці, спеціалісти, менеджери — 9,5 %.